# 住友優子
住友 優子（すみとも ゆうこ、1968年7月11日 - ）は、日本の女性声優、ナレーター。東京都出身。青二プロダクション所属。Pie-Land主宰。夫はタレントの九十九一で一児の母。

## 略歴
東京都立富士高等学校卒業。
CM制作会社に在籍中に「内線電話の声が可愛い」と言われて声優を目指した。
青二塾9期日曜生で東京校11期出身。
1997年頃より、『笑っていいとも!』の「素晴らしいラブレターの世界」に小野坂昌也と共に出演し、視聴者投稿のラブレターの朗読を担当。どんな真剣で真面目な内容のラブレターでも、変態チックに・必要以上にセクシーに読みあげることで知られた（このことから、自らを官能声優と自称することもある）。

## 人物
音域は C- F（2オクターブと4度）。
多数のアニメ、洋画、ゲーム、テレビ番組に出演しており、女優としては、舞台に多数出演している。
趣味はダンス、唄。

## 出演
太字はメインキャラクター。

### テレビアニメ
1990年
- ちびまる子ちゃん（地元のおばさん）

1991年
- まじかる☆タルるートくん（女生徒）

1993年
- コボちゃん
- ジャングルの王者ターちゃん♡（看護婦、女の子）
- ツヨシしっかりしなさい（美和）
- 美少女戦士セーラームーンR（1993年 - 1994年、看護婦、女の子、女性社員）

1994年
- ママレード・ボーイ（高瀬弥生）

1995年
- 空想科学世界ガリバーボーイ（妖精、妖精B）

1996年
- ゲゲゲの鬼太郎（第4作）（1996年 - 1997年、みどり、筒井晴美、河童B、アナウンサー、お手伝い、真）

1998年
- 聖ルミナス女学院（メリナ・スカフィシ）
- 南海奇皇（島原魅波）
- 遊☆戯☆王（まゆみ）

1999年
- 週刊ストーリーランド「103便SOS」（妻）

2000年
- 金田一少年の事件簿（留美）

2001年
- SAMURAI GIRL リアルバウトハイスクール（菱沼奈々子、後藤史織）
- テイルズ オブ エターニア THE ANIMATION（クィッキー、ウンディーネ）
- ポケットモンスター（ユリコ）

2002年
- 攻殻機動隊 STAND ALONE COMPLEX（くるたん）

2003年
- FIRESTORM（ローラ・ホープ）
- ONE PIECE（リリー）

2004年
- ファンタジックチルドレン（2004年 - 2005年、アリス）

2005年
- はっぴぃセブン 〜ざ・テレビまんが〜（宗方みく）

2007年
- ヤマトナデシコ七変化♥（マダム）

2008年
- しゅごキャラ!!どきっ（まなみの母）

2023年
- The Legend of Heroes 閃の軌跡 Northern War（オーレリア・ルグィン）

### 劇場アニメ
- ドラゴンクエスト ダイの大冒険 ぶちやぶれ!!新生6大将軍（1992年、村人）
- お星さまのレール（1993年、由紀子）
- 銀河英雄伝説 新たなる戦いの序曲（1993年）
- Jリーグを100倍楽しく見る方法!!（1994年）
- ライヤンツーリーのうた（1994年）
- 黄金の法 エル・カンターレの歴史観（2003年、マグダラのマリア）

### OVA
- ドラゴンスレイヤー英雄伝説 王子の旅立ち（1992年、四人衆）
- キッスは瞳にして（1993年、川原〈姉〉）
- 創竜伝（1993年）
- ツインビー ウィンビーの1/8パニック（1993年）
- お天気お姉さん（1995年、キャスター女）
- レジェンド・オブ クリスタニア（1996年、キリム）

### ゲーム
1992年
- 超兄貴（ベンテン）

1994年
- ツインゴッデス（シリン）

1996年
- エターナルメロディ（紅若葉）
- 新フォーチュン・クエスト 食卓の騎士たち（マリーナ）
- 闘神伝3（ナル・アモウ幼女時代）

1997年
- スーパーリアル麻雀P7（麻比奈夏姫）
- ドラゴンナイト4（ネプチューン）
- ラングリッサーIV（レイチェル）

1998年
- お嬢様特急（加古川秋子）
- GUILTY GEAR（ミリア・レイジ）
- スターオーシャン セカンドストーリー（プリシス・F・ノイマン）
- 仙窟活龍大戦カオスシード（シャスタ＝ホルス）
- 闘神伝カードクエスト（ナル・アモウ幼女時代）
- はいぱぁセキュリティーズ2（オペレーター、ニュースキャスター）

1999年
- ラクガキショータイム（リロ）

2000年
- カナリア 〜この想いを歌に乗せて〜（新城千秋）
- GUILTY GEAR X（ミリア・レイジ）
- SIMPLE1500シリーズ Vol.36 THE 恋愛シミュレーション 〜夏色セレブレーション〜（高瀬絵里菜）
- テイルズ オブ エターニア（クィッキー、ウンディーネ）

2001年
- 真・三國無双2（2001年 - 2002年、甄姫、女禍） - 2作品

2002年
- GUILTY GEAR XX（ミリア・レイジ）
- テイルズ オブ ザ ワールド なりきりダンジョン2
- テイルズ オブ ファンダム Vol.1（ミラルド・ルーン、クィッキー）

2003年
- エグザスケルトン（クレア・ヒューイット）
- GUILTY GEAR ISUKA（ミリア・レイジ）
- サモンナイト3（アズリア）
- 真・三國無双3（2003年 - 2004年、甄姫、エディット武将〈女〉、新武将〈活発〉） - 3作品
- テイルズ オブ シンフォニア（ウンディーネ）

2004年
- 真・三國無双（甄姫）
- テイルズ オブ リバース（ザピィ）

2005年
- 激・戦国無双
- 真・三國無双4（2005年 - 2006年、甄姫） - 3作品
- テイルズ オブ ザ ワールド なりきりダンジョン3

2006年
- GUILTY GEAR JUDGMENT（ミリア・レイジ）
- 雀・三國無双（甄姫）
- テイルズ オブ ファンタジア -フルボイスエディション-（ミラルド・ルーン）

2007年
- 真・三國無双5（2007年 - 2009年、甄姫、エディット武将〈活発〉） - 2作品
- テイルズ オブ ファンダム Vol.2（ウンディーネ）
- 星色のおくりもの
- 無双OROCHI（2007年 - 2009年、甄姫） - 3作品

2008年
- テイルズ オブ ヴェスペリア（ウンディーネ）

2010年
- 真・三國無双 MULTI RAID 2（甄姫）
- テイルズ オブ ファンタジア なりきりダンジョンX（ウンディーネ、ミラルド）

2011年
- 真・三國無双6（2011年 - 2012年、甄姫） - 4作品
- テイルズ オブ ザ ワールド レディアント マイソロジー3（クィッキー、ヒーローボイス）
- 無双OROCHI 2（2011年 - 2013年、甄姫） - 4作品

2012年
- 真・三國無双 VS（甄姫）

2013年
- 英雄伝説 閃の軌跡（イリーナ・ラインフォルト）
- 真・三國無双7（2013年 - 2014年、甄姫） - 3作品
- テイルズ オブ シンフォニア ユニゾナントパック（ウンディーネ）

2014年
- GUILTY GEAR Xrd -SIGN-（ミリア・レイジ）

2015年
- GUILTY GEAR Xrd -REVELATOR-（ミリア・レイジ）
- ファンタシースターオンライン2（女性共通ミリアボイス）

2016年
- サモンナイト6 失われた境界たち（アズリア）

2017年
- 英雄伝説 閃の軌跡 III（オーレリア・ルグィン）

2018年
- 真・三國無双8（2018年 - 2021年、甄姫）- 2作品
- 英雄伝説 閃の軌跡IV -THE END OF SAGA-（イリーナ・ラインフォルト、オーレリア・ルグィン将軍）
- スターオーシャン:アナムネシス（プリシス・F・ノイマン）
- 無双OROCHI 3（2018年 - 2019年、甄姫） - 2作品

2019年
- テイルズ オブ ヴェスペリア REMASTER（ウンディーネ）

2021年
- GUILTY GEAR -STRIVE-（ミリア＝レイジ）

2023年
- STAR OCEAN THE SECOND STORY R（プリシス・F・ノイマン）

2024年
- ペルソナ3 リロード（叶エミリ）

2025年
- 真・三國無双 ORIGINS（甄姫）

### ドラマCD
- 北の国からこんにちわ―雪色の季節―（リーチェ）
- GUILTY GEARシリーズ（ミリア・レイジ）
  - 『ギルティギアゼクス ドラマCD Vol.1 - 2』
  - 『ギルティギア イグゼクス ドラマCD ナイト・オブ・ナイブズVol.1 - 3』
- ドラマCD 幻想水滸伝 Vol.1・2（ウィンディ）
- CDドラマコレクションズ 三國志（甘夫人、鄒氏）
- スターオーシャン セカンドストーリー2（プリシス・F・ノイマン、ウルルン）
- テイルズ オブ エターニア（ウンディーネ）
- テイルズ オブ ファンタジア ANTHOLOGY.1（ミラルド）
- テイルズ オブ ファンタジア なりきりダンジョン -太陽の章-（ミラルド）
- テイルズリング アーカイブ EPIC ONE 〜英雄の帰還〜（ミラルド）
- 女神異聞録ペルソナ（高見冴子）

### 吹き替え
- ディズニーチャンネル（ナレーター）
- ドルーピー（ドルーピーの母）
- レボリューショナリー・ロード/燃え尽きるまで（ミリー・キャンベル〈キャスリン・ハーン〉）

### ラジオ
- ラジオ幻想水滸伝・集まれ!108星!（ウィンディ）
- ラジオドラマ タイム・リープ あしたはきのう（西田）

### テレビドラマ
- セクシーボイスアンドロボ（2007年）ニコの出す声

### 映画
- 宇宙貨物船レムナント6（1996年）明日香の声

### ナレーション
- スーパーニュース（ナレーション）
- Game Wave（ナレーション）
- NHK高校講座理科総合B（ナレーション）
- 限定品コラボネーゼII（ナレーション）
- ザ!情報ツウ（ナレーション）
- 次課長&おぎや&品庄"俺達にだってできるんだ"スペシャル（ナレーション）
- 週刊人物ライブ スタ☆メン（ナレーション）
- 情報ライブ EZ!TV（生ナレーション）
- 情報プレゼンター とくダネ!（ナレーション）
- スーパーJチャンネル（生ナレーション）
- トゥナイト2（ナレーション）
- ピンポン!（ナレーション）
- 中高年のためのらくらくパソコン塾（ナレーション）
- 土曜スタジオパーク（ナレーション）
- 中井精也のてつたび（ナレーション）
- テレメンタリー2019「あなたの命が失われる前に〜防災意識の転換点〜」（2019年9月29日、テレビ朝日・山形テレビ制作）

### その他のテレビ番組
- 料理の鉄人（カウントダウンの声）
- 笑っていいとも!（「素晴らしいラブレターの世界」「帰ってきたラブレターの世界」で朗読担当として出演、1997年4月 - 1998年3月・1999年4月 - 2000年3月）
- むしむしQ（うらら、ハチ）
- 中居正広の金曜日のスマイルたちへ（遺族の母親の声）
- タモリ倶楽部（1998年9月4日・第1回セクシャルヒーリングコンテストにてゲスト声優として出演）

### その他コンテンツ
- ダイドードリンコしゃべる自動販売機（標準語バージョン）[24]
- 映画 シムソンズDVD、メイキングナレーション

### シリーズ一覧
1. ↑  『真・三國無双2』（2001年）、『猛将伝』（2002年）
2. ↑  『真・三國無双3』（2003年）、『猛将伝』（2003年）、『Empires』（2004年）
3. ↑  『真・三國無双4』（2005年）、『猛将伝』（2005年）、『Empires』（2006年）
4. ↑  『真・三國無双5』（2007年）、『Empires』（2009年）
5. ↑  『無双OROCHI』（2007年）、『魔王再臨』（2008年）、『Z』（2009年）
6. ↑  『真・三國無双6』（2011年）、『Special』（2011年）、『猛将伝』（2011年）、『Empires』（2012年）
7. ↑  『無双OROCHI 2』（2011年）、『Special』（2012年）、『Hyper』（2012年）、『Ultimate』（2013年）
8. ↑  『真・三國無双7』（2013年）、『猛将伝』（2013年）、『Empires』（2014年）
9. ↑  『真・三國無双8』（2018年）、『Empires』（2021年）
10. ↑  『無双OROCHI 3』（2018年）、『Ultimate』（2019年）